# Бристол (Конектикат)
Бристол (енгл. Bristol) град је у америчкој савезној држави Конектикат. По попису становништва из 2010. у њему је живело 60.477 становника.

## Демографија
Према попису становништва из 2010. у граду је живело 60.477 становника, што је 415 (0,7%) становника више него 2000. године.
| Група             | 2000.          | 2010.          |
| Белци             | 53.610 (89,3%) | 50.194 (83,0%) |
| Афроамериканци    | 1.612 (2,7%)   | 2.323 (3,8%)   |
| Азијати           | 884 (1,5%)     | 1.173 (1,9%)   |
| Хиспаноамериканци | 3.166 (5,3%)   | 5.829 (9,6%)   |
| Укупно            | 60.062         | 60.477         |